# Turó de Figuerola
El Turó de Figuerola és una muntanya de 155 metres que es troba al municipi de Maçanet de la Selva, a la comarca de la Selva.